# Kotajärvi (Gällivare socken, Lappland, 745970-173305)
Kotajärvi är en sjö i Gällivare kommun i Lappland och ingår i Kalixälvens huvudavrinningsområde. Sjön har en area på 0,0317 kvadratkilometer och ligger 302 meter över havet.

## Delavrinningsområde
Kotajärvi ingår i det delavrinningsområde (745432-173878) som SMHI kallar för Mynnar i Ängesåns vattendragsyta. Medelhöjden är 328 meter över havet och ytan är 32,43 kvadratkilometer. Räknas de 6 avrinningsområdena uppströms in blir den ackumulerade arean 160,81 kvadratkilometer. Kutsasjoki som avvattnar avrinningsområdet har biflödesordning 3, vilket innebär att vattnet flödar genom totalt 3 vattendrag innan det når havet efter 195 kilometer. Avrinningsområdet består mestadels av skog (91 procent). Avrinningsområdet har 0,36 kvadratkilometer vattenytor vilket ger det en sjöprocent på 1,1 procent.